# Нельсон, Уильям
Уильям Нельсон (англ. William Nelson) — американский борец, бронзовый призёр летних Олимпийских игр 1904.
На Играх 1904 в Сент-Луисе Нельсон соревновался только в категории до 52,2 кг. Проиграв в полуфинале Густаву Бауэру, он всё равно получил бронзовую медаль так как участвовало в турнире только три спортсмена.